# Kose
Kose (tysk: Kosch) er en lille by (estisk: alevik) i Harju amt, Nord-Estland. Den er hovedby i Kose sogn. Ved 2011-folketællingen, havde bebyggelsen 2,097 indbyggere. Kose ligger 39 km sydøst for Tallinn, Estland.
Den verdensberømte søfarer Otto von Kotzebue er begravet på kirkegården ved Kose Skt. Nikolaj kirke.